# Fuente el Fresno
Fuente el Fresno – gmina w Hiszpanii, w prowincji Ciudad Real, w Kastylii-La Mancha, o powierzchni 119,46 km². W 2011 roku gmina liczyła 3627 mieszkańców.